# Atalaya multiflora
Atalaya multiflora es una especie de árbol perteneciente a la familia de las sapindáceas. Es nativa de Australia.

## Descripción
Es un árbol que alcanza un tamaño de hasta 25 m de altura, glabro a excepción de las inflorescencias. Las hojas paripinnadas, de 7-24 cm de largo, folíolos generalmente 2-4, oblongos a obovados o ± ovados, de 4-12 cm de largo y 15-40 mm de ancho, el ápice truncado o retuso, la base cuneada, las venas glabras, con 10-14 pares secundarias, prominentes y elevadas, especialmente en la superficie inferior, el pecíolo de 15-40 mm de largo, peciólulos 2-5 mm de largo. Las inflorescencias en panículas de 5-18 cm de largo. Cáliz 2-3 mm de largo. Pétalos 4, de 5-6 mm de largo. Los frutos son sámaras de 2-35 mm de largo, glabras; con alas ± falcadas.

## Distribución y Hábitat
Se encuentra en la selva tropical y seca, al norte de la R. Richmond en Nueva Gales del Sur, es una especie rara y en peligro de extinción.

## Taxonomía
Atalaya multiflora fue descrita por George Bentham y publicado en Flora Australiensis: a description... 1: 463, en el año 1863.
Sinonimia
- Pseudatalaya multiflora Baill. basónimo[3]